# SU45
La SU 45 (SP 45) est une locomotive diesel Co'Co' fabriquée entre 1970-1976 par le constructeur polonais H. Cegielski à Poznań.

## Histoire
Dans les années 1960 le nombre de locomotives à vapeur encore en service est en baisse alors que le trafic ferroviaire ne cesse d'augmenter. D'où la nécessité de remplacer la vapeur par le Diesel. En 1967 sort des usines le prototype désigné 301D équipé d'un moteur polonais de 1520 CV. Finalement les SU 45 sont dotées d'un moteur Fiat 2112SSF fabriquée sous licence en Pologne. Dans les années 1980 et 1990 les SU 45 subissent une modernisation. La dernière locomotive, la SU45-061 a été modernisée le 30 septembre 1997. En tout 191 locomotives ont été modifiées, les autres, sauf quelques exemplaires, ont été mises à la ferraille.
Les SU 45 restent toujours en service.

## Les SU 45 à l'étranger
Trois exemplaires portant les numéros 225L, 226L et 227L ont été exportés au Liban. À la demande du client (les Chemins de fer l'État Libanais) ces trois machines  sont renumérotées 1201, 1202, 1203.

## Traduction
- (pl) Cet article est partiellement ou en totalité issu de l’article de Wikipédia en polonais intitulé « SP45 » (voir la liste des auteurs).